# 索馬 (馬尼薩省)
索馬（土耳其語：Soma）是土耳其西部馬尼薩省的城鎮，距離首府馬尼薩85公里，全索馬縣面積839平方公里，海拔高度161米，主要經濟活動是開採褐煤，2009年人口74,158。

## 外部連結
- District governor's official website （页面存档备份，存于） （土耳其文）
- Road map of Soma and environs （页面存档备份，存于）
- Various images of Soma, Manisa （页面存档备份，存于）